# Hydroptila tusculum
Hydroptila tusculum är en nattsländeart som beskrevs av Ross 1947. Hydroptila tusculum ingår i släktet Hydroptila och familjen smånattsländor. Inga underarter finns listade i Catalogue of Life.